# 1-(Trifluormethyl)-1,2-benziodoxol-3(1H)-on
1-(Trifluormethyl)-1,2-benziodoxol-3(1H)-on (Togni-Reagenz II) ist eine bei Raumtemperatur stabile Verbindung, die in der organischen Synthese zur direkten elektrophilen Trifluormethylierung verwendet wird. Es kann Trifluormethylgruppen (CF3) beispielsweise auf Alkohole oder terminale Alkene übertragen.

## Geschichte
Eine erste Beschreibung von Herstellung, Eigenschaften und Reaktivität der Verbindung erfolgte 2006 durch Antonio Togni und seine Mitarbeiter von der ETH Zürich. Der Artikel enthält auch Informationen zu 1,3-Dihydro-3,3-dimethyl-1-(trifluormethyl)-1,2-benziodoxol (Togni-Reagenz I).

## Gewinnung und Darstellung
Die Synthese erfolgt in einem dreistufigen Verfahren. Im ersten Schritt wird 2-Iodbenzoesäure in Gegenwart von Natriumperiodat eine Oxidation und Cyclisierung zum gemischten Anhydrid 1-Hydroxy-1,2-benziodoxol-3(1H)-on umgesetzt. Durch Acylierung mit Acetanhydrid und anschließende Substitution mit Trimethyl(trifluormethyl)silan entsteht die Zielverbindung.
Eine neuere Eintopfsynthese geht ebenfalls von der 2-Iodbenzoesäure aus. Als Oxidationsmittel wird statt Natriumperiodat Trichlorisocyanursäure verwendet.

## Eigenschaften

### Physikalische Eigenschaften
Die Verbindung kristallisiert im monoklinen Kristallsystem in der Raumgruppe P21/n (Raumgruppen-Nr. 14, Stellung 2) mit den Gitterparametern a = 8,6543 Å; b = 8,2276 Å, c = 12,4646 Å und β = 90,829 ° sowie 4 Formeleinheiten pro Elementarzelle. Aus den kristallographischen Daten wurde eine Dichte von 2,365 g·cm−3 abgeleitet.

### Chemische Eigenschaften
Die reine Verbindung ist bei Raumtemperatur über Monate thermisch stabil. Oberhalb des Schmelzpunktes erfolgt eine heftige Zersetzung, wobei gasförmiges Trifluoriodmethan freigesetzt wird. Die Zersetzung verläuft stark exotherm. In einer DSC-Messung wurde ab 149 °C eine Zersetzungswärme von −502 J·g−1 bzw. −158,6 kJ·mol−1 bestimmt. Als Zersetzungsprodukte bei einer Rekristallisation aus Acetonitril wurden in geringer Menge Trifluormethyl-2-iodbenzoat und 2-Iodbenzoylfluorid beobachtet. Die Prüfungen hinsichtlich explosionsgefährlicher Eigenschaften sind für den Stahlhülsentest und die Schlagempfindlichkeit positiv, für die Reibempfindlichkeit negativ. Es handelt sich somit um einen explosionsgefährlichen Stoff. Die Verbindung reagiert heftig mit starken Basen und Säuren sowie Reduktionsmitteln. Im Lösungsmittel Tetrahydrofuran wird dessen Polymerisation initiiert.

## Verwendung
Die Verbindung wird in der Trifluormethylierung zur Einführung der CF3-Gruppe in organische Verbindungen genutzt, wobei es als Elektrophil wirkt, das mit Nucleophilen reagiert. Bei Phenolaten erfolgt eine Substitution in ortho-Stellung. Mit einem Überschuss kann eine zweifache Substitution erreicht werden.
Mit Alkoholen ergeben sich die entsprechenden Trifluormethylether.
Eine Addition der CF3-Funktion kann unter Kupferkatalyse an terminale Olefine erfolgen.

## Externe Links zu erwähnten Verbindungen
1. ↑  Externe Identifikatoren von bzw. Datenbank-Links zu 1,3-Dihydro-3,3-dimethyl-1-(trifluormethyl)-1,2-benziodoxol:  CAS-Nr.: 887144-97-0, EG-Nr.: 626-754-6, ECHA-InfoCard: 100.155.124, PubChem: 16043572, ChemSpider: 13172111, Wikidata: Q27257820.
2. ↑  Externe Identifikatoren von bzw. Datenbank-Links zu 1-Hydroxy-1,2-benziodoxol-3(1H)-on:  CAS-Nr.: 131-62-4, PubChem: 67231, ChemSpider: 60566, Wikidata: Q27123562.
3. ↑  Externe Identifikatoren von bzw. Datenbank-Links zu Trifluormethyl-2-iodbenzoat:  CAS-Nr.: 1174287-22-9, PubChem: 45142162, Wikidata: Q131327731.
4. ↑  Externe Identifikatoren von bzw. Datenbank-Links zu 2-Iodbenzoylfluorid:  CAS-Nr.: 1064679-44-2, PubChem: 162401775, ChemSpider: 26591899, Wikidata: Q131327736.